# جزیره یاساوا

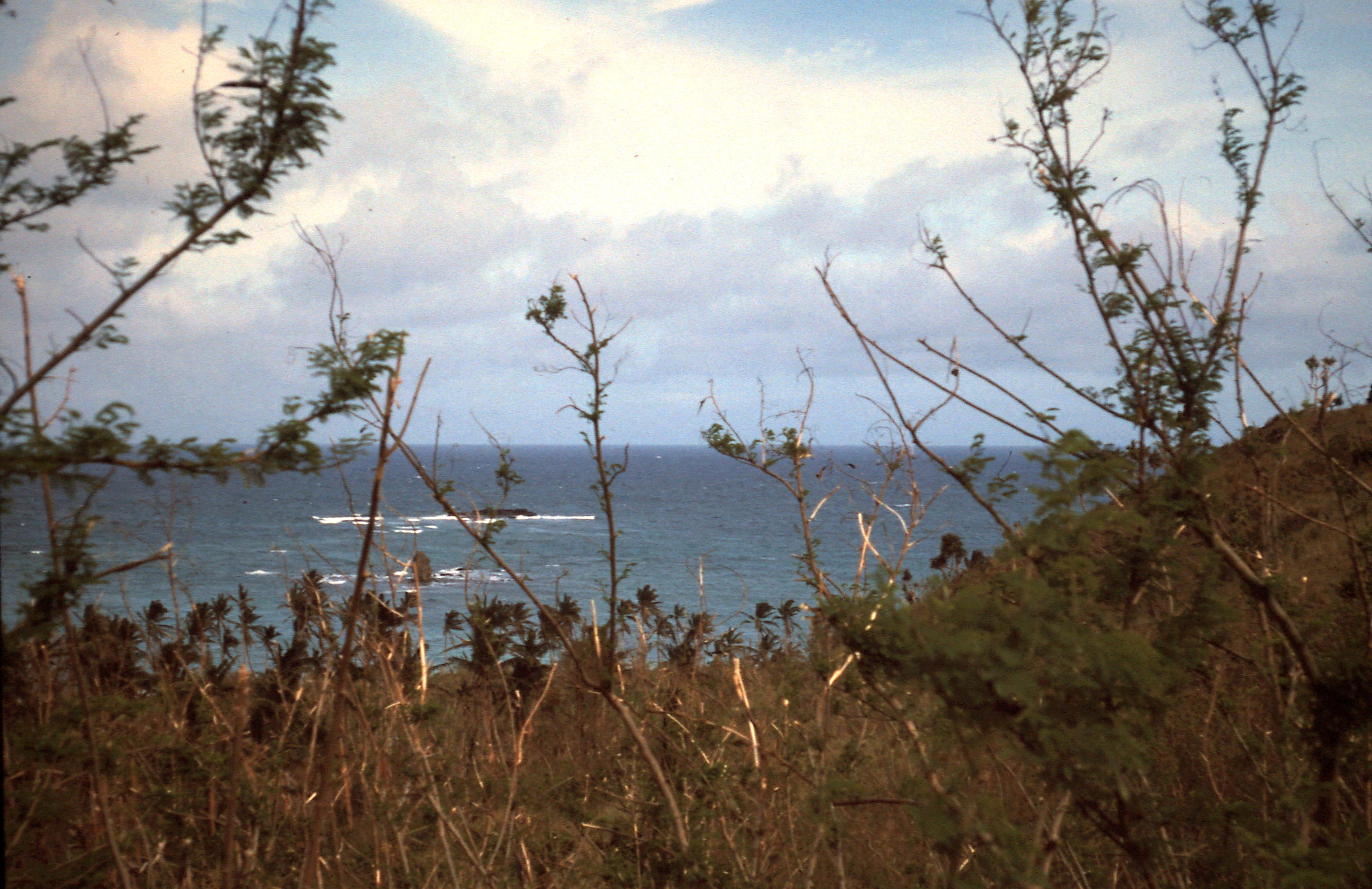
جنگل خشک در جزیره یاساوا ، فیجی

یاساوا ، آساوا و یساوا (به انگلیسی: Yasawa) نیز نامیده می شود ،جزایر یاساوا  شمالی ترین جزایر در مجمع الجزایر فیجی در بخش غربی  است. در ۱۷ درجه جنوبی و ۱۷۷٫۲۳ درجه شرقی واقع شده و مساحت آن ۳۲ کیلومتر مربع (۱۲ مایل مربع) است. حداکثر ارتفاع آن از سطح دریا ۲۴۴ متر (۸۰۱ فوت) است.طی سر شماری انجام شده در سال ۱۹۸۳ تعداد ۱۱۲۰ نفر بوده است.